# Галіцьке
Галіцьке (пол. Halickie) — село в Польщі, у гміні Заблудів Білостоцького повіту Підляського воєводства.
Населення — 362 особи (2011).
У 1975-1998 роках село належало до Білостоцького воєводства.

## Демографія
Демографічна структура станом на 31 березня 2011 року:
|          | Загалом | Допрацездатний вік | Працездатний вік | Постпрацездатний вік |
| -------- | ------- | ------------------ | ---------------- | -------------------- |
| Чоловіки | 179     | 37                 | 129              | 13                   |
| Жінки    | 183     | 31                 | 114              | 38                   |
| Разом    | 362     | 68                 | 243              | 51                   |